# أغنية الوداع (فلم وثائقي)
أغنية الوداع فيلم وثائقي للمخرج وكاتب السيناريو الجزائري أحمد راشدي عن قصة حياة المغني المصري عبد الحليم حافظ. مدة عرض الفيلم ساعة و56 دقيقة. يعرض الفيلم أجزاء وثائقية وحوارات مع شخصيات عاصرت عبد الحليم حافظ.

## طاقم التمثيل
- طارق حبيب: المذيع ومعد البرامج
- عصمت شفيق: المذيعة التلفزيونية
- أحمد عبد الوارث: الممثل
- نجوى فؤاد: راقصة
- فاروق إبراهيم: المصور
- يوسف وهبي: الممثل
- كمال الطويل: الملحن
- محمد الموجي: الملحن
- مصطفى أمين: الصحفي
- أحمد فؤاد حسن: مايسترو الفرقة الماسية الموسيقية
- نزار قباني: شاعر[3]

## أحداث الفيلم
يبدأ الفيلم بلقطة لعبد الحليم حافظ يقول: «مساء الخير»، وتتسارع الأحداث ومعد البرامج التلفزيونية «طارق حبيب» ومن حوله مساعديه تتقدمهم المذيعة والمساعدة «عصمت شفيق»، والمعاون «أحمد عبد الوارث»، في تحضير لفيلم وثائقي عن عبد الحليم حافظ. يصل إلى علم طارق حبيب وجود سيدة تحت يدها شرائط مصورة مدتها ستة ساعات لعبد الحليم حافظ يروي أحداث رحلته في الحياة. يقف عبد الحليم على المسرح ويقدم أغنيته «رسالة من تحت الماء»، ومع صوت عبد الحليم يغني نشاهد جولات له بين الجماهير، لينتهي الغناء بجملة: «لو أني أعرف خاتمتي ما كنت بدأت».
يلتقي طارق حبيب بالمصور فاروق إبراهيم للحصول على صور قديمة لعبد الحليم تشرح حياته، ويقترح المصور أن يذهب طارق إلى قرية الحلوات التي شهدت مولد عبد الحليم ونشأته. يلتقي حبيب مع كمال الطويل الذي يقول: «نشأ حليم يتيم وفقير، وكان يسأل أو يطلب من أي شخص لمرة واحدة، لا يكرر الطلب مرتين فهو يشعر أن ليس له أي حق... ظن أن مزيد من الشهرة والمال يمكن أن يعوضه».
يصل حبيب إلى قرية الحلوات ليجد أهلها كما تركهم عبد الحليم. توفت الأم بعد أسبوع من الولادة، تولاه أبوه ثم خاله بعد وفاة الأب المبكرة، ليودعه الخال الملجأ وهو في عمر 9 سنوات. يقابل من أرضعته وجيرانه في بيت فقير سكنه مع شقيقه إسماعيل، وحسب قول صاحبة البيت وهي تروي ما كان من تدريباتهم لأحياء أفراح، وتنبيه الجيران لخفض أصوات الموسيقى منعا «للفضائح».
يروي يوسف وهبي رؤيته لشاب نحيل يأتي كل يوم ليقف في كواليس المسرح، وبسؤاله يقول الشاب أنه مغني وينتظر فرصة للغناء، وجاءت الفرصة عندما تأخرت صباح فيقوم وهبي بالدفع بالشاب ليغني «على قد الشوق». يغني الموجي «صافيني مرة» وهو يحكي قصة صداقته بحليم، ويروي أحمد فؤاد حسن عن أداء فرقته لأول مرة مع عبد الحليم فوق سطح بيته في المنيل، وقت أن كان أجر الفرقة المكونة من 12 عازف مبلغ 25 جنيه، بينما كان آخر أداء مع عبد الحليم في 24 ديسمبر 1976 والفرقة وقتها تتكون من 40 عازف. أجاب فؤاد حسن عن قيادة عبد الحليم لفرقته الماسية وقال أن هذا كان ممكن حيث أن عبد الحليم كان متعلم موسيقياً ويمكنه ذلك. تتوالى مشاهد من أغنية «فاتت جنبنا» ومشاهد لعبد الحليم في شوارع إنجلترا، التي اعتاد زيارتها للعلاج.
يروي مصطفى أمين: «جالي عبد الحليم في أخبار اليوم وقال انه سوف يعتزل بسبب هجوم الصحافة عليه، وأخذته إلى أرشيف عام 1925 وهجوم الصحافة على أم كلثوم». كان عبد الحليم يزور مصطفى أمين في السجن أثناء فترة حكم جمال عبد الناصر، وكان ينقل له خطابات علي أمين وبعض الدواء، وكان يستلم منه أوراق سجل عليها قصة «لا» التي كان يكتبها أثناء سجنه.
يدور حديث مع يوسف وهبي عن امكانية تعويض من رحل من عظماء الفن.
يتحاور عبد الحليم مع نزار قباني عن «قارئة الفنجان» وما كان بينهما من اتصالات استمرت لوقت طويل لتعديل كلمات في القصيدة لتناسب اللحن، ويذكر القباني بيت شعر المتنبي وهو يقول: أنام ملء جفوني عن شواردها.. ويسهر الخلق جرّاها ويختصم، وهو يفسر لعبد الحليم أن العمل الفني بعد ان يخرج من صدر من صنعه، يصبح ملك الناس تفسره وتتناوله كما يتراءى لها. يقول قباني: «التفسير ليس وظيفتنا.. بيكاسو لا يشرح لوحاته، يراها كل مشاهد بطريقة خاصة»، ويسأله عبد الحليم: «هل استطاع الموجي تفسير شعرك»، ويرد قباني: «جداً»
يقول مصطفى أمين انه وفي آخر مكالمة تليفونية مع عبد الحليم من لندن، كان صوته ضعيف وهو يقول «عايز أرجع»، ورجع بعد أيام جثة.
المشهد الأخير في المقابر وفي الخلفية غناء «أي دمعة حزن لا».

## خلفية الفيلم
كتب الناقد المصري طارق الشنّاوي مقالا بعنوان (آخر ليلة) رصد فيه تفاصيل الليلة الأخيرة في حياة عبد الحليم حافظ، وقد استقى تلك التفاصيل من المخرج الجزائري أحمد راشدي.
"في الليلة الأخيرة خرج عبد الحليم حافظ من المستشفى بلندن والتقى في أحد الفنادق مع راشدي الذي جاء من باريس إلى لندن تلبية لدعوته، وكان الاتّفاق بينهما أن يبدأ تصوير قصة "لا" مباشرة بعد حفل شمّ النّسيم، حيث أعدّ عبد الحليم لتلك المناسبة لحن الموسيقار محمد عبد الوهّاب (من غير ليه). كان عبد الحليم مقبلاً على الحياة وطلب من راشدي أن يشتري له سيارة (ستروين) صغيرة مقابل 3 آلاف دولار، كما كانت لديه ساعة يد ذهبية أهداها له أحد الأمراء وكان رباطها الذهبي أكبر من أن يضبط على معصمه لهذا طلب من راشدي أن يتولّى مهمّة تصغير الرّباط. وعاد راشدي في تلك الليلة إلى باريس سعيداً باقتراب اللّقاء الفنّي مع عبد الحليم، لكن في الصباح جاءه الخبر الحزين وعلى الفور ذهب إلى القاهرة وأخبر العائلة بتفاصيل الثلاثة آلاف دولار والساعة الذهبية.
في تلك الأثناء فكّر راشدي في أن يقدّم لصديقه عبد الحليم فيلماً تسجيلياً، حيث كان يصحبه دائماً في سنواته الأخيرة في لندن وباريس والقاهرة ومعه كاميرا سينمائية تسجّل تحركاته في لقطات حيّة.

## المخرج يتحدث عن الفيلم
"أنا وعبد الحليم حافظ كنا أصدقاء قبل مشروع الفيلم، وكان دائم الاتصال بى، وكان الاتصال لابد أن يمر على السنترال، والطريف أنه في كل اتصال كان يسأله عامل السنترال: إنت مين؟ فيقول له أنا: عبد الحليم حافظ، فيظل يحكي معه نصف ساعة قبل أن يتحدث معي، وأخبرني عبد الحليم أن له صديقاً في السجن اسمه مصطفى أمين، فقلت له إننى أعرف شقيقه على أمين، وكان مصطفى يكتب رواية "لا" وهو في السجن، ووصل إلى 44 حلقة، وكان يكتب كل حلقة على ورقة واحدة من الجهتين، ويرسلها لعبد الحليم، ثم يرسلها عبد الحليم لي، وكتبت سيناريو الفيلم، وكنت أنا وعبد الحليم معجبين بالرواية لأنها تكشف عن كيفية محو مواطن عربى بفعل الأنظمة وضعف الإنسان في المجتمع العربى، والفيلم كان سينتجه شركة فرنسية بالاشتراك مع عبد الحليم ومحمد عبد الوهاب، لكن للأسف توقف المشروع بسبب مرض عبد الحليم وموته بعد ذلك.
قمت بإخراج هذا الفيلم بعد وفاة عبد الحليم حافظ، وهو فيلم وثائقي من إنتاج يوسف شاهين وشركة فرنسية، وسجلت فيه شهادات كل من عملوا مع حليم، من ملحنين وشعراء، منهم محمد الموجى وكمال الطويل وبليغ حمدى، ونزار قبانى وكان غاضباً من عبد الحليم لأنه غير بعض كلمات قصيدته «قارئة الفنجان»، وسجلت شهادة يوسف وهبى الذي قدم حليم في أول حفل غنى فيه.

## الفيلم على الشبكة العنكبوتية
ظهر الفيلم على موقع «اليوتيوب» في 23 يولية 2018 ولم يحقق في خلال فترة تقترب من العامين ونصف سوى 45.662 مشاهدة وعدد 73 تعليق.

## وصلات خارجية
https://karohat.com/Title/5bd2756d-46bb-4851-b324-6c172df99bba/ أغنية الوداع (فيلم وثائقي)
https://www.youtube.com/watch?v=fIOT87DFmcY أغنية الوداع (فيلم وثائقي)